# Laura Künzler
Laura Künzler, född 25 december 1996 i Berkeley i USA, är en schweizisk beachvolley- och volleybollspelare (vänsterspiker) som spelar för Schweiz landslag i volleyboll.
Künzler kom till Schweiz tre månader gammal och växte upp i landet. Hon började spela volleyboll med Volley Neuenhof i den schweiziska fjärdeligan. Därifrån gick hon 2012 över till VBC Kanti Baden. Hon blev femma i U18-EM 2013 i beachvolley tillsammans med Dunja Gerson. Till hösten samma år debuterade hon i det schweiziska landslaget inomhus och bestämde sig för att satsa på spel inomhus. Hon gick 2014 över till Sm'Aesch Pfeffingen i den schweiziska högstaserien (Nationalliga A). Under sin första säsong blev hon omedelbart ligans bästa målskytt och bästa unga spelare. Med laget kom hon säsongen 2015/16 två i serien och vann 2017 Schweizer Cup. Hon flyttade 2017 till Tyskland för spel med Volleyball-Bundesliga-klubben Rote Raben Vilsbiburg. Hon tilldelades i april 2019 utmärkelsen Volley1 Award som årets bästa schweiziska volleybollspelare. Künzler flyttade till hösten samma år till Frankrike och spel med ASPTT Mulhouse. Hon spelade med dem en säsong innan hon 2020 gick över till serierivalerna Pays d'Aix Venelles VB. 2021 återvände hon till tyska Bundesliga för spel med först 1. VC Wiesbaden och ett år senare Allianz MTV Stuttgart. Sedan 2023 spelar Künzler med Nilüfer BSK.